# Alzina
Alzina es una localidad española del municipio de Sant Esteve de la Sarga, perteneciente a la provincia de Lérida, en la comunidad autónoma de Cataluña.

## Toponimia
El nombre del lugar puede aparecer referido con las grafías Alzina, Alsina y L'Alzina.

## Historia
Hacia mediados del siglo XIX, el lugar, por entonces con ayuntamiento propio, tenía contabilizada una población de 67 habitantes. La localidad aparece descrita en el segundo volumen del Diccionario geográfico-estadístico-histórico de España y sus posesiones de Ultramar de Pascual Madoz de la siguiente manera:

ALSINA: l. con ayunt. de la prov. de Lérida (17 horas), part. jud. de Tremp (4 1/2), aud. terr. y c. g. de Cataluña (Barcelona 42), dióc. de Seo de Urgel (20), prepositura ó pabordato de Mur: sit. en la rápida vertiente de una colina, que elevándose sobre el pueblo, le resguarda de los vientos del O.: su clima es bastante saludable. Tiene 21 casas de 2 altos; pero de mezquina fáb. y poca comodidad, distribuidas en calles muy pendientes y sin empedrar; y una igl. parr. bajo la advocación de Sta. Cruz, aneja de la de Moro, cuyo párroco cuida de su servicio. Fuera de la pobl. se encuentra el cementerio en parage bastante ventilado. Confina el térm. por N. y E. con el de Moró, por S. con los de San Estéban de la Sarga, Castellnou de Monsech y Mur, y por O. con los de Ager y Beniure, entendiéndose de N. á S. 1 1/2 hora y de E. á O. 1/2: en esta circunferencia se encuentran varias fuentes, cuyas esquisitas aguas aprovechan los hab. para surtido de sus casas abrevadero de ganados y riego de algunos huertecitos; tiene también distintos barrancos que forman las lluvias y nieves al derretirse, y al O. del pueblo, dist. 7 minutos, hay una casa llamada la Masia, cuyo edificio se halla distribuido y destinado para la labranza. El terreno, montuoso, cubierto de rocas calizas y abundante en petrificaciones, es árido, poco productivo, y se dilata por el monte de Monsech al O. del de Moró; para obtener escasos rendimientos roturan los vec. algunos pedazos de bosque, que abandonan al cabo de pocos años para beneficiar otros nuevos, sin lograr en uno ni otro caso los resultados favorables que se prometen de su incesante laboriosidad, pues únicamente hallan con abundancia el material necesario para combustible, pastos y fabricación de carbón en la multitud de robles, encinas y arbustos que crecen en aquellas asperezas. Los caminos son de pueblo á pueblo, y por consecuencia precisa de la escabrosidad del terreno se encuentran en mal estado: prod.: poco trigo, cebada, centeno, vino, aceite, patatas y algunas hortalizas; cría ganado lanar y cabrío, el indispensable vacuno y mular para las labores, y mucha caza menor, con crecido número de animales dañinos, especialmente lobos; ind.: un molino de aceite y carboneo, cuyos prod. en gran cantidad conducen los vec. para venderlo en Tremp, de donde importan los géneros de vestir y comestibles que les hacen falta: pobl.: 13 vec.: 67 alm.: cap. imp.: 22,696 rs.: contr.: 2,934 rs. 29 mrs. Celebra este pueblo, con la posible solemnidad, su fiesta mayor el dia 14 de setiembre.
(Madoz, 1845, p. 205)

Hacia la década de 1850 el municipio de Alsina desapareció, al ser absorbido por el de Alsamora.

## Patrimonio

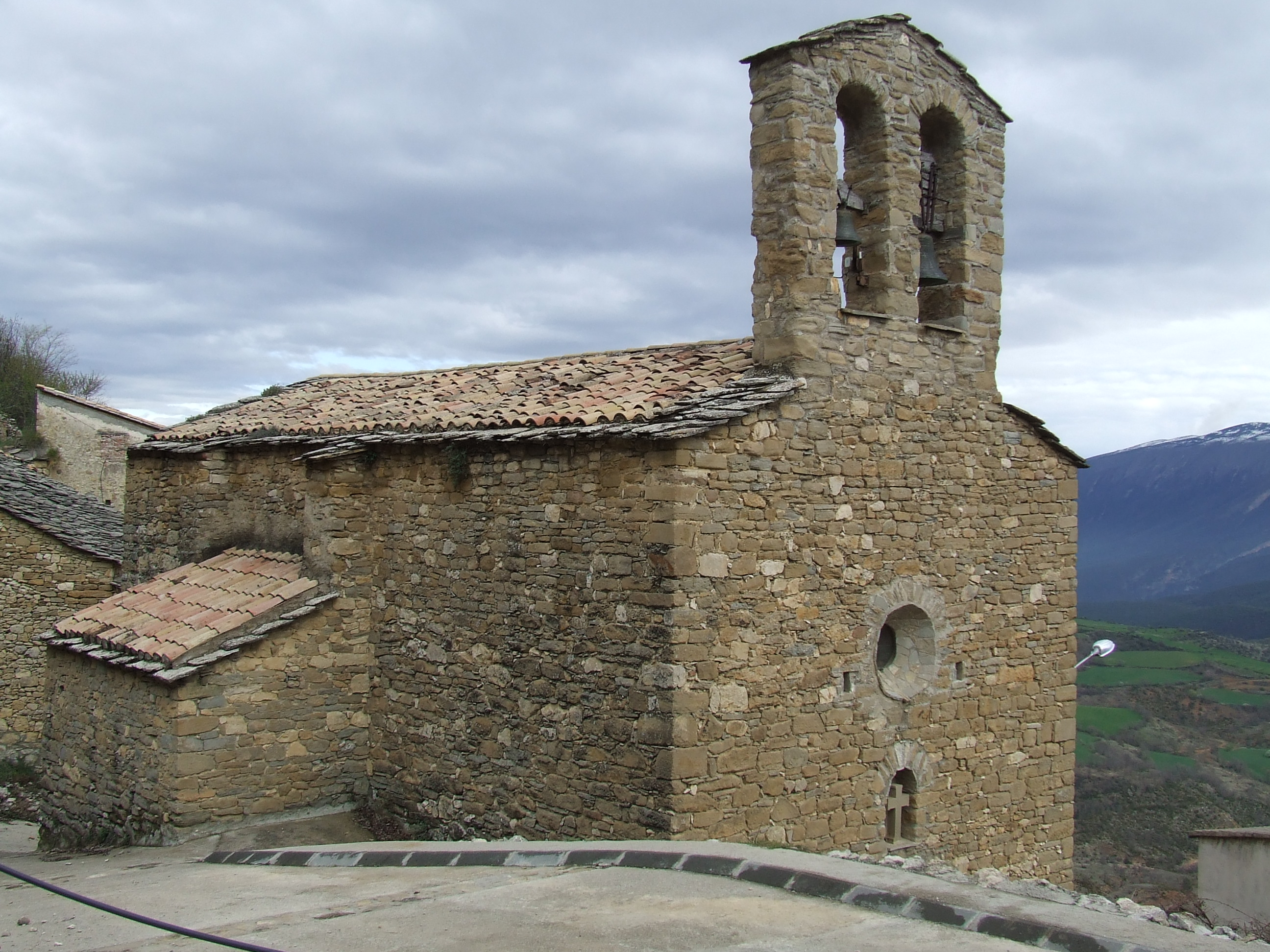
Iglesia de Alzina

En el lugar se encuentra una iglesia bajo la advocación de la Santa Cruz.